# Joseph von Gerlach
Joseph von Gerlach (Magonza, 1820 – Erlangen, 1896) è stato un medico tedesco.
Docente di fisiologia all'università di Erlangen dal 1850 al 1891, collaborò con Camillo Golgi nello studio del sistema nervoso.